# Kurjenjärvi (sjö i Virdois, Birkaland)
Kurjenjärvi är en sjö i kommunen Virdois i landskapet Birkaland i Finland. Sjön ligger 129,2 meter över havet. Arean är 2,44 kvadratkilometer och strandlinjen är 13,37 kilometer lång. Sjön  ingår i Kyro älvs huvudavrinningsområde.   Den ligger omkring 91 km norr om Tammerfors och omkring 250 km norr om Helsingfors. 
I sjön finns ön Salmenmätäs. 